# Ярохно Лідія Іванівна
Ярохно (Проказюк) Лідія Іванівна (26 квітня 1953, Солотвин, Івано-Франківська область — українська поетеса, членкиня Національної спілки письменників України, Національної спілки журналістів України, Всеукраїнського об'єднання жінок-українок «Яворина», голова Старокостянтинівського міського осередку ВУТ «Просвіта» ім. Т. Г. Шевченка, відмінник освіти України, волонтерка.

## Біографія
Лідія Іванівна Ярохно (Проказюк) — учитель української мови та літератури, закінчила Хмельницьке педучилище (Хмельницька гуманітарно-педагогічна академія), з відзнакою Кам'янець-Подільський педагогічний інститут (нині Кам'янець-Подільський національний університет)[джерело?].
Перші публікації вийшли у світ 1968 р. (республіканська газета «Зірка»), друкувалась у культурологічному просвітницькому тижневику «Слово Просвіти»Всеукраїнського товариства «Просвіта» ім. Тараса Шевченка, фаховому журналі «Українська література в школі», обласній газеті «Подільські вісті», колективних збірниках та альманахах[джерело?].
Учасниця Помаранчевої революції та Революції гідності, двох міжнародних конгресів з проблем української мови[джерело?].

## Нагороди
- Медаль «Будівничий України» (2013 р.);

- Лауреатка обласної літературної премії імені Володимира Булаєнка (2018 р.)

## Вибрані твори
- Дорога до Тараса: поезії, публіцистика. — Вінниця: ТВОРИ, 2024. — 64 с.

- На вістрі болю: поезії. — Кам'янець-Подільський: Рута, 2016. — 84 с.

- На терезах вічності: поезії. — Хмельницький: ФОП Цюпак, 2022. — 72 с. : іл.

- Серце на долоні: поетич. збірка. — Хмельницький: Мельник А. А., 2012. — 132 с. : портр.